# Ceratosphys amoena
Ceratosphys amoena är en mångfotingart som beskrevs av Ribaut 1920. Ceratosphys amoena ingår i släktet Ceratosphys och familjen Opisthocheiridae.

## Underarter
Arten delas in i följande underarter:
- C. a. amoena
- C. a. aurensis
- C. a. confusa
- C. a. dentata
- C. a. taurus